# Гейдушек, Олдржих
Олдржих Гейдушек (чеш. Oldřich Hejdušek; род. 1 октября 1957, Брно) — чешский гребной рулевой, выступавший за сборные Чехословакии и Чехии по академической гребле в 1974—2014 годах. Многократный призёр чемпионатов мира, чемпион Европы, победитель и призёр первенств национального значения, участник трёх летних Олимпийских игр.

## Биография
Олдржих Гейдушек родился 1 октября 1957 года в городе Брно, Чехословакия. Занимался академической греблей в местном клубе «Лодни Спорт» и в пражской «Дукле».
Впервые заявил о себе на международном уровне в сезоне 1974 года, когда вошёл в состав чехословацкой национальной сборной и выступил в распашных рулевых двойках на юниорском мировом первенстве в Ратцебурге.
В 1977 году стал четвёртым в восьмёрках на чемпионате мира в Амстердаме.
В 1979 году стартовал на чемпионате мира в Бледе, где вместе с гребцами Йозефом Пламинеком и Миланом Шкопеком завоевал серебряную медаль в рулевых двойках.
Благодаря череде удачных выступлений удостоился права защищать честь страны на летних Олимпийских играх 1980 года в Москве — в программе рулевых двоек занял итоговое шестое место.
В 1981 году стал четвёртым в рулевых двойках на чемпионате мира в Мюнхене.
В 1982 году побывал на чемпионате мира в Люцерне, откуда привёз награду бронзового достоинства, выигранную совместно с Миланом Долечеком и Миланом Шкопеком в рулевых двойках.
В 1983 году в той же дисциплине был пятым на чемпионате мира в Дуйсбурге.
Рассматривался в качестве кандидата на участие в летних Олимпийских играх 1984 года в Лос-Анджелесе, однако Чехословакия вместе с несколькими другими странами восточного блока бойкотировала эти соревнования по политическим причинам. Вместо этого Гейдушек выступил на альтернативной регате «Дружба-84» в Москве, где выиграл серебряную медаль в распашных двойках с рулевым, уступив на финише только экипажу из Советского Союза.
В 1986 году Олдржих Гейдушек стал четвёртым в восьмёрках на чемпионате мира в Ноттингеме.
В 1987 году занял 12-е место в четвёрках на чемпионате мира в Копенгагене.
Находясь в числе лидеров чехословацкой гребной команды, благополучно прошёл отбор на Олимпийские игры 1988 года в Сеуле — на сей раз в рулевых четвёрках сумел квалифицироваться лишь в утешительный финал В и расположился в итоговом протоколе соревнований на восьмой строке.
В 1989 году в двойках был девятым на чемпионате мира в Бледе.
В 1991 году в той же дисциплине взял бронзу на чемпионате мира в Вене.
На Олимпийских играх 1992 года в Барселоне в двойках отобрался в финал С и занял итоговое 16-е место.
После разделения Чехословакии Гейдушек остался действующим рулевым и продолжил принимать участие в крупнейших международных регатах в составе чешской национальной сборной. Так, в 1993 году он представлял Чехию на домашнем чемпионате мира в Рачице, где стал серебряным призёром в программе распашных рулевых четвёрок и показал девятый результат в восьмёрках.
В 1994 году был одиннадцатым в четвёрках на чемпионате мира в Индианаполисе.
В 1996 году выиграл серебряную медаль в четвёрках на чемпионате мира в Глазго.
В 1997 году в четвёрках одержал победу на этапе Кубка мира в Мюнхене, был шестым на чемпионате мира в Эгбелете.
На чемпионате мира 1998 года в Кёльне закрыл десятку сильнейших в двойках и показал шестой результат в четвёрках.
В 2003 году занял 11-е место в восьмёрках на чемпионате мира в Милане.
В 2007 году в восьмёрках одержал победу на чемпионате Европы в Познани.
На чемпионате мира 2008 года в Линце занял 13-е место в двойках.
В 2009 году добавил в послужной список награду серебряного достоинства, полученную в двойках на чемпионате мира в Познани.
В 2010 году выиграл бронзовую медаль в двойках на чемпионате Европы в Монтемор-у-Велью.
В 2013 году в восьмёрках был шестым на чемпионате Европы в Севилье и пятым на этапе Кубка мира в Итоне.
Последний раз представлял Чехию на международной арене в сезоне 2014 года, когда в восьмёрках стал десятым на чемпионате Европы в Белграде.